# Saison 3 d'Oggy et les Cafards
Chronologie
Saison 2 Saison 4
La troisième saison d'Oggy et les Cafards, série télévisée d'animation française, est constituée de trente-neuf épisodes, diffusée du 18 octobre 2008 au 24 décembre 2008 sur Canal+ Family.

## Épisode 1:Octopus
- France : 18 octobre 2008 sur Canal+ Family

## Épisode 2:Chat de berger
- France : 19 octobre 2008 sur Canal+ Family

## Épisode 3:Gardiens de nuit
- France : 20 octobre 2008 sur Canal+ Family

## Épisode 4:Cafards abandonnés
- France : 21 octobre 2008 sur Canal+ Family

## Épisode 5:La Vie de château
- France : 22 octobre 2008 sur Canal+ Family

## Épisode 6:Le Gros Bleu
- France : 23 octobre 2008 sur Canal+ Family

- On remarque que la poursuite d'Oggy et Jack par le requin et quand Deedee mange le poisson clown est un clin d'œil au Monde de Nemo.
- Le titre de cet épisode est une référence au film Le Grand Bleu.

## Épisode 7:Oggy et les Chaussures magiques
- France : 24 octobre 2008 sur Canal+ Family

## Épisode 8:Casino
- France : 25 octobre 2008 sur Canal+ Family

## Épisode 9:Oggy prend les rennes
- France : 26 octobre 2008 sur Canal+ Family

## Épisode 10:Invincible
- France : 27 octobre 2008 sur Canal+ Family

- Cet épisode est basé sur le thème des super-héros.
- Oggy, après s'être fait écraser, se reconstitue à la manière du T-1000.

## Épisode 11:Baptême de l'air
- France : 28 octobre 2008 sur Canal+ Family

## Épisode 12:Carottes vivantes
- France : 29 octobre 2008 sur Canal+ Family

## Épisode 13:Vive les mariés!!
- France : 30 octobre 2008 sur Canal+ Family

## Épisode 14:Transamazonienne
- France : 31 octobre 2008 sur Canal+ Family

## Épisode 15:Les Naufragés
- France : 1er novembre 2008 sur Canal+ Family

## Épisode 16:Volte-face
- France : 3 novembre 2008 sur Canal+ Family

## Épisode 17:Papa Poule
- France : 4 novembre 2008 sur Canal+ Family

- Cet épisode reprend le thème de fable de La Poule aux œufs d'or.
- Cet épisode replonge également dans l'univers de l'épisode 33 de la saison 1, Globulopolis.

## Épisode 18:Le Fugitif
- France : 5 novembre 2008 sur Canal+ Family

## Épisode 19:Tribulations en Chine
- France : 6 novembre 2008 sur Canal+ Family

- Les caractères chinois visibles dans l'épisode sont inventés et n'ont aucune signification.
- L'épisode fait référence à de nombreux aspects de la Chine traditionnelle ou stéréotypée, dont le mausolée de l'empereur Qin.
- Les Chinois dans l'épisode ont un nez de cochon sauf le Chinois qui avait pris Marky.
- Le marchand de la grande muraille avait des drapeaux du Vietnam alors qu'ils sont en Chine.
- Dans l'un des bocaux du docteur chinois, on peut remarquer un bout de la Joconde violet.

## Épisode 20:Le Monde du dessous
- France : 7 novembre 2008 sur Canal+ Family

## Épisode 21:Opération Termites
- France : 8 novembre 2008 sur Canal+ Family

## Épisode 22:Oggywood
- France : 19 novembre 2008 sur Canal+ Family

- Cet épisode comprend de nombreuses références au monde du cinéma : la société Waramount Pictures (pour Paramount Pictures), Indiana Jones, King Kong, Titanic, E.T. l'extra-terrestre, Star Wars, ou, plus généralement, les westerns, les films médiévaux, et les films de guerre
- Les effets spéciaux utilisés au cinéma sont ici remplacés par de vraies explosions ou autres.

## Épisode 23:La Guerre du mini-golf
- France : 19 novembre 2008 sur Canal+ Family

## Épisode 24:L'Ancêtre
- France : 20 novembre 2008 sur Canal+ Family

## Épisode 25:En selle!
- France : 21 novembre 2008 sur Canal+ Family

## Épisode 26:Les Princes de la glisse
- France : 22 novembre 2008 sur Canal+ Family

## Épisode 27:Qui veut voler des millions?
- France : 23 novembre 2008 sur Canal+ Family

## Épisode 28:Rapid'zza
- France : 24 novembre 2008 sur Canal+ Family

## Épisode 29:Le Crabe d'Oggy
- France : 21 décembre 2008 sur Canal+ Family

## Épisode 30:La Mamie d'Oggy
- France : 21 décembre 2008 sur Canal+ Family

## Épisode 31:Enfermé dehors
- France : 21 décembre 2008 sur Canal+ Family

## Épisode 32:Trois pièces cuisine
- France : 21 décembre 2008 sur Canal+ Family

## Épisode 33:Leçon de cartoon
- France : 22 décembre 2008 sur Canal+ Family

## Épisode 34:Le Sosie d'Oggy
- France : 22 décembre 2008 sur Canal+ Family

## Épisode 35:Affreux, Sale et Gentil
- France : 23 décembre 2008 sur Canal+ Family

## Épisode 36:Formule 1
- France : 24 décembre 2008 sur Canal+ Family

## Épisode 37:Péril au périscope
- France : 24 décembre 2008 sur Canal+ Family

## Épisode 38:Police Académie
- France : 24 décembre 2008 sur Canal+ Family

## Épisode 39:La Cigale et le Cafard
- France : 24 décembre 2008 sur Canal+ Family